# Ukraino-Américains
Pour un article plus général, voir Diaspora ukrainienne.
Les Ukraino-Américains sont les Américains qui ont partiellement ou en totalité des ancêtres Ukrainiens.
Selon l'American Community Survey, pour la période 2013-2017, 995 653 personnes déclarent avoir une ascendance ukrainienne.
Les États avec les plus larges proportions d'Américains avec des origines ukrainiennes totales ou partielles sont :
- New York 141 154
- Pennsylvanie 109 411
- Californie 109 144
- New Jersey 66 339
- Illinois 53 136

## Dans la fiction
- Dans le film Lord of War sorti en 2006, le personnage principal Yuri Orlov incarné par Nicolas Cage et son frère Vitali joué par Jared Leto sont tous deux d'ascendance ukrainienne et grandissent à Little Odessa. En fait, ils sont même nés en Ukraine et plusieurs scènes du film se déroulent là-bas notamment quand Yuri achètent des tanks à son oncle officier soviétique.
- Dans le film oscarisé Voyage au bout de l'enfer réalisé par Michael Cimino, on suit la vie de 3 ouvriers sidérurgistes d'origines ukrainiennes avant leur départ pour le Viêt nam. Ils vivent à Clairton en Pennsylvanie dans une communauté slave.